# Даниэльсен, Йон
Йон Даниэльсен (дат. John Danielsen; род. 13 июля 1939, Оденсе) — датский футболист, игравший на позиции полузащитника.
Выступал за клубы «Болдклуббен 1909», «Вердер» и «Кьяссо», а также национальную сборную Дании. Серебряный призёр Олимпийских игр 1960 года.

## Клубная карьера
Во взрослом футболе дебютировал в 1956 году выступлениями за команду «Болдклуббен 1909», в которой провёл девять сезонов, приняв участие в 157 матчах чемпионата Дании. В составе клуба был одним из главных бомбардиров, имея среднюю результативность на уровне 0,35 гола за игру первенства. За это время дважды завоёвывал титул чемпиона Дании и однажды национальный кубок.
В 1965 году перешёл в западногерманский клуб «Вердер», где долгое время выступал со своим соотечественником Оле Бйоррнмосе . Даниельсэн сыграл за бременский клуб следующие пять сезонов своей игровой карьеры. Большинство времени, проведённого в составе «Вердера», был основным игроком команды и в сезоне 1967/68 стал вице-чемпионом ФРГ.
В течение 1970—1973 годов защищал цвета швейцарского клуба «Кьяссо», после чего вернулся в «Болдклуббен 1909», где в том же году завершил карьеру футболиста.

## Выступления за сборную
29 июня 1958 года дебютировал в официальных матчах в составе национальной сборной Дании в игре чемпионата Северной Европы против Норвегии (1: 2). В общем сыграв в четырёх матчах турнира 1955/59 годов, где занял с командой третье место.
В 1960 году принял участие в футбольном турнире на летних Олимпийских играх в Риме, где выиграл серебряную медаль, Даниельсэн выходил на поле в трёх играх группового этапа турнира против сборных сборными Аргентины, Польши и Туниса, в играх плей-офф участия не принимал.
Впоследствии вместе со сборной был участником чемпионата Европы 1964 в Испании, где сыграл в обоих матчах, впрочем датчане обе игры проиграли и заняли последнее четвёртое место на турнире.
Последний раз сыграл за сборную 28 июня 1964 в матче чемпионата Северной Европы против Швеции (1: 4), в котором на 65 минуте забил единственный гол за Данию. Всего в течение карьеры в национальной команде, которая длилась 7 лет, провёл в форме главной команды страны 27 матчей, забив 7 голов .

## Статистика

### Матчи Даниэльсена за сборную Дании
| Матчи Даниэльсена за сборную Дании | Матчи Даниэльсена за сборную Дании | Матчи Даниэльсена за сборную Дании | Матчи Даниэльсена за сборную Дании | Матчи Даниэльсена за сборную Дании | Матчи Даниэльсена за сборную Дании  |
| ---------------------------------- | ---------------------------------- | ---------------------------------- | ---------------------------------- | ---------------------------------- | ----------------------------------- |
| №                                  | Дата                               | Соперник                           | Счёт                               | Голы Даниэльсена                   | Соревнование                        |
| 1                                  | 29 июня 1958                       | Норвегия                           | 1:2                                | —                                  | Чемпионат Северной Европы 1956—1959 |
| 2                                  | 14 сентября 1958                   | Финляндия                          | 4:1                                | 2                                  | Чемпионат Северной Европы 1956—1959 |
| 3                                  | 24 сентября 1958                   | ФРГ                                | 1:1                                | —                                  | Товарищеский матч                   |
| 4                                  | 26 октября 1958                    | Швеция                             | 4:4                                | —                                  | Чемпионат Северной Европы 1956—1959 |
| 5                                  | 21 июня 1959                       | Швеция                             | 0:6                                | —                                  | Чемпионат Северной Европы 1956—1959 |
| 6                                  | 23 сентября 1959                   | Чехословакия                       | 2:2                                | —                                  | Чемпионат Европы 1960 (отбор)       |
| 7                                  | 18 октября 1959                    | Чехословакия                       | 1:5                                | —                                  | Чемпионат Европы 1960 (отбор)       |
| 8                                  | 2 декабря 1959                     | Греция                             | 3:1                                | —                                  | Товарищеский матч                   |
| 9                                  | 6 декабря 1959                     | Болгария                           | 1:2                                | —                                  | Товарищеский матч                   |
| 10                                 | 26 мая 1960                        | Норвегия                           | 3:0                                | —                                  | Чемпионат Северной Европы 1960—1963 |
| 11                                 | 27 июля 1960                       | Венгрия                            | 1:0                                | —                                  | Товарищеский матч                   |
| 12                                 | 26 августа 1960                    | Аргентина                          | 3:2                                | —                                  | Олимпийские игры 1960               |
| 13                                 | 29 августа 1960                    | Польша                             | 2:1                                | —                                  | Олимпийские игры 1960               |
| 14                                 | 1 сентября 1960                    | Тунис                              | 3:1                                | —                                  | Олимпийские игры 1960               |
| 15                                 | 17 сентября 1961                   | Норвегия                           | 4:0                                | 2                                  | Чемпионат Северной Европы 1960—1963 |
| 16                                 | 20 сентября 1961                   | ФРГ                                | 1:5                                | —                                  | Товарищеский матч                   |
| 17                                 | 15 октября 1961                    | Финляндия                          | 9:1                                | 2                                  | Чемпионат Северной Европы 1960—1963 |
| 18                                 | 5 ноября 1961                      | Польша                             | 0:5                                | —                                  | Товарищеский матч                   |
| 19                                 | 30 октября 1963                    | Албания                            | 0:1                                | —                                  | Чемпионат Европы 1964 (отбор)       |
| 20                                 | 3 ноября 1963                      | Румыния                            | 3:2                                | —                                  | Олимпийские игры 1964 (отбор)       |
| 21                                 | 28 ноября 1963                     | Румыния                            | 1:2                                | —                                  | Олимпийские игры 1964 (отбор)       |
| 22                                 | 4 декабря 1963                     | Люксембург                         | 3:3                                | —                                  | Чемпионат Европы 1964 (отбор)       |
| 23                                 | 10 декабря 1963                    | Люксембург                         | 2:2                                | —                                  | Чемпионат Европы 1964 (отбор)       |
| 24                                 | 18 декабря 1963                    | Люксембург                         | 1:0                                | —                                  | Чемпионат Европы 1964 (отбор)       |
| 25                                 | 17 июня 1964                       | СССР                               | 0:3                                | —                                  | Чемпионат Европы 1964               |
| 26                                 | 20 июня 1964                       | Венгрия                            | 1:3                                | —                                  | Чемпионат Европы 1964               |
| 27                                 | 28 июня 1964                       | Швеция                             | 1:4                                | 1                                  | Чемпионат Северной Европы 1964—1967 |

Итого: 27 матчей / 7 голов; 11 побед, 5 ничьих, 11 поражений.

## Титулы и достижения
- Чемпион Дании (2):

«Болдклуббен 1909» : 1959, 1964
- Обладатель Кубка Дании:

«Болдклуббен 1909» : 1962